# Nuoto ai II Giochi asiatici
Il nuoto ai Giochi asiatici 1954 ha visto lo svolgimento di 13 gare, 7 maschili e 6 femminili.

## Medagliere
| Posizione | Paese         | Oro | Argento | Bronzo | Totale |
| --------- | ------------- | --- | ------- | ------ | ------ |
| 1         | Giappone      | 10  | 10      | 7      | 27     |
| 2         | Filippine     | 3   | 2       | 4      | 9      |
| 3         | Singapore     | 0   | 1       | 1      | 2      |
| 4         | Taipei cinese | 0   | 0       | 1      | 1      |
| totale    |               | 13  | 13      | 13     | 39     |

## Podi
WR: Record del mondo
AR: Record asiatico
CR: Record dei campionati

### Uomini
| Evento               | Oro                                                                    | Tempo  | Argento                                                         | Tempo  | Bronzo                                                                 | Tempo  |
| Stile libero         |                                                                        |        |                                                                 |        |                                                                        |        |
| 100 m                | Hiroshi Suzuki                                                         |        | Teijirō Tanikawa                                                |        | Neo Chwee Kok                                                          | 58”2   |
| 400 m                | Yoshihiro Shoji                                                        |        | Katsuji Yamashita                                               |        | Bana Sailani                                                           | 4'48”8 |
| 1500 m               | Yukiyoshi Aoki                                                         |        | Shichiro Shintaku                                               |        | Tsutomu Nagashima                                                      |        |
| Dorso                |                                                                        |        |                                                                 |        |                                                                        |        |
| 100 m                | Keiji Hase                                                             |        | Norihiko Kurahashi                                              |        | Takuro Ashida                                                          |        |
| Rana                 |                                                                        |        |                                                                 |        |                                                                        |        |
| 200 m                | Mamoru Tanaka                                                          |        | Masaru Furukawa                                                 |        | Masao Togami                                                           |        |
| Farfalla             |                                                                        |        |                                                                 |        |                                                                        |        |
| 200 m                | Parsons Nabiula                                                        |        | Amado Jimenez                                                   |        | Robert Collins                                                         | 3'00”6 |
| Staffette            |                                                                        |        |                                                                 |        |                                                                        |        |
| 4x200 m stile libero | GiapponeHiroshi Suzuki Kenzo Yoshimura Teijirō Tanikawa Yukiyoshi Aoki | 9'08”9 | SingaporeNeo Chwee Kok Lionel Chee Ong Choon Lim Tan Teow Choon | 9'27”0 | FilippineBertulfo Cachero Angel Colmenares Rolando Santos Bana Sailani | 9'27”2 |

### Donne
| Evento               | Oro                                                                  | Tempo  | Argento                                                         | Tempo  | Bronzo                                                                | Tempo  |
| Stile libero         |                                                                      |        |                                                                 |        |                                                                       |        |
| 100 m                | Haydee Coloso                                                        |        | Tomiko Atarashi                                                 |        | Shizue Miyabe                                                         |        |
| 400 m                | Misako Tamura                                                        |        | Akiko Miyazaki                                                  |        | Yoshiko Satō                                                          |        |
| Dorso                |                                                                      |        |                                                                 |        |                                                                       |        |
| 100 m                | Jocelyn von Giese                                                    |        | Keiko Sadamori                                                  |        | Midori Morimae                                                        |        |
| Rana                 |                                                                      |        |                                                                 |        |                                                                       |        |
| 200 m                | Masayo Aoki                                                          |        | Kazuko Sakamoto                                                 |        | Chizuko Urahata                                                       |        |
| Farfalla             |                                                                      |        |                                                                 |        |                                                                       |        |
| 100 m                | Haydee Coloso                                                        |        | Norma Yldefonso                                                 |        | Sandra von Giese                                                      |        |
| Staffette            |                                                                      |        |                                                                 |        |                                                                       |        |
| 4x100 m stile libero | GiapponeSadako Yamashita Shizue Miyabe Misako Tamura Tomiko Atarashi | 4'49”6 | FilippineHaydee Coloso Sonia von Giese Nimfa Lim Gertrudes Vito | 5'15”6 | Taipei cineseKwok Ngan-hung Tsui Shiu-ling Chang Zoe-chee Chan Sin-yi | 5'42”2 |